# قمابيد
القمابيد أو المنبسطات أو فصيلة كامبوديدي (الاسم العلمي: Campodeidae)، هي فصيلة من الحيوانات تتبع رتبة ثنائيات الذنب من طائفة داخليات الفك.

## التصنيف
- القمبوداوات
  - القمبود